# Медведівський Миколаївський монастир
Медведівський Свято-Миколаївський монастир — чоловічий монастир, що існував від початку XVII століття (раніше 1652 року) в Україні до ліквідації його комуністичною владою СРСР 1929 року. Розташовувався на острові Дубина р. Тясмину, між селами Івківці та Ясківці (тепер — частина села Трушівці), Новоселиця та Медведівка.

## Історія

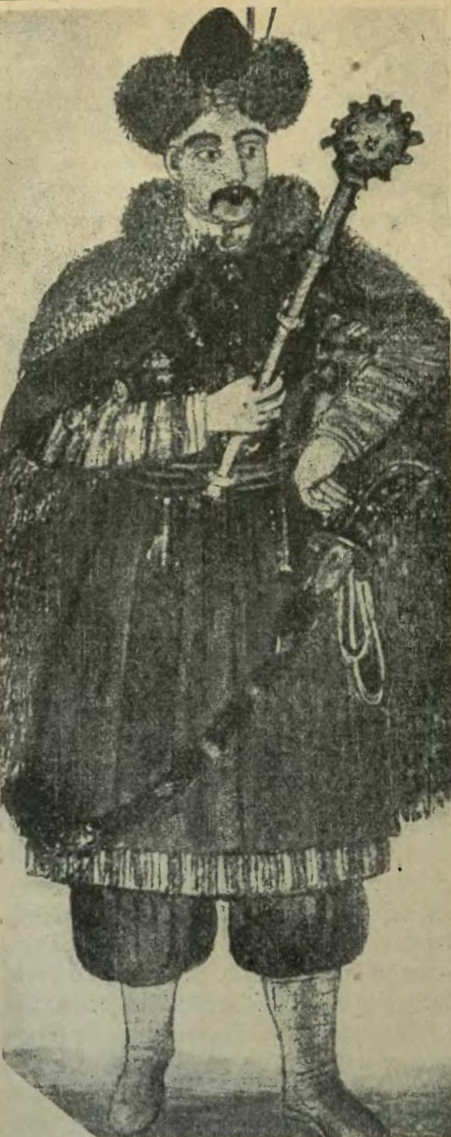
Портрет Богдана Хмельницького, зарисований у Медведівськім монастирі в першій половині XIX століття.

Щодо часу заснування монастиря немає достовірних відомостей.
Його виникнення пов'язують із заснуванням міста-фортеці Чигирина та тогочасним заселенням місцевості. У монастирських справах зазначено, що його засновано у XVI столітті.
Першою згадкою про монастир вважається спогад про ігумена Саватія, що був у складі посольства Богдана Хмельницького до Москви 1652 року.
1661 року Юрій Хмельницький своїм універсалом надав братії монастиря млин Яновський-Даньків-Андрієнків-Дерев'янчин на річці Медведі. Того ж року Ю. Хмельницький закріпив за монастирем право на володіння пасікою за Дніпром, у гирлі р. Кобилячки, надане монастирю підкоморієм київським, старостою овруцьким Юрієм Немиричем.
Першою згадкою про монастир є спогад про ігумена Саватія, який прийшов до Москви із посольством Б.Хмельницького 1652. Універсалами гетьманів Ю.Хмельницького та П.Тетері підтверджувалися права монастиря на володіння землями та нерухомістю. За свідченнями М.Костомарова, у монастирі було поховано старшого сина гетьмана Б.Хмельницького — Т.Хмельницького.
Турец. походи 1677—78 призвели до руйнації Медведівського монастиря. Братія розсіялася, майно було розкрадено. Частині ченців вдалося уникнути загибелі від татар. шабель і зберегти частку монастирських цінностей.
1737 кн. Я.-К.Яблоновський підтвердив права монастиря на угіддя та звільнив його від десятини. У 1760-ті рр. ігумен Віссаріон зумів стримати Медведівський монастир від участі в Коліївщині. Завдяки цьому обитель зберегла свої угіддя, залишалася найзаможнішою з усіх правосл. монастирів польс. Подніпров’я.
У віданні ігумена Медведівського монастиря постійно перебував Чигиринський Свято-Троїцький жін. монастир. 1786 Медведівський монастир разом з іншими був переведений у підпорядкування переяслав. єпископа Віктора. 1793 обитель опинилася у віданні Мінської консисторії. Із 1795 до 1797 разом із усіма парафіями Чигиринського пов. монастир потрапив до складу Катериносл. єпархії. Після кардинального реформування межі Київ. єпархії збіглися з межами новоутвореної 1796 Київської губернії. Медведівський монастир знову потрапив у підпорядкування Київ. правосл. митрополії.
Свято-Миколаївська церква монастиря існувала з 17 ст. Описи монастиря серед. 18 ст. засвідчують, що Свято-Миколаївська церква була дерев’яною, триверхою, вкритою ґонтом, обшальованою. 1755 в ній було встановлено й освячено новий іконостас, а старий перенесено до теплої трапезної церкви Різдва Богородиці, освяченої в червні 1753. У травні 1782 ченці монастиря звернулися до київ. митрополита Гавриїла з проханням про дозвіл розібрати струхлявілу стару Свято-Миколаївську церкву й закласти новий храм. Чигиринський староста кн. А.Яблоновський підтримав цей задум. Свято-Миколаївський храм було закладено 25 (13) квітня 1785 р., буд-во завершилося 28 березня (за ст. ст.) 1795.
Споруджений собор став вершиною майстерності укр. будівничих, перлиною нац. дерев’яної арх-ри. Він був дев’ятизрубним, розпланованим у вигляді хреста в основі, з п’ятьма верхами. Складався з прямокутних об’ємів, сформованих у 3 яруси. Його висота сягала 42,6 м, довжина становила 21,34, а ширина — 20,2 м. Нижні 3 яруси зрубів були прямокутними, вище над ними підносилися восьмикутні пірамідальні зруби (восьмерик на четверику). Зовн. восьмерики мали по 3 заломи, а центральний — чотири. Особливо вишуканою була форма підбанників і бань та маківок, що увінчували бані. Зовні зруби були ошальовані дошками вертикально з нащільниками. Інтер’єр собору яскраво освітлювався завдяки великим прямокутним вікнам, розташованим у кілька ярусів. Це підкреслювало спрямованість споруди вгору. Масштабність храму ще більше посилювалася низькими притворами з колонними портиками, збудованими в дусі класицизму. Портик на гол. фасаді з шістьма колонами був увінчаний барочною маківкою. Ці конструктивні риси храмової будівлі, її пропорції та грандіозні розміри дають підстави віднести її до типологічного ряду дерев’яних храмів Слобожанщини. Імовірним творцем нової будівлі Миколаївського храму був Яким Погрібняк, будівничий Свято-Троїцького собору в Новоселиці (Самарі; архіт. обриси цих споруд є подібними).
Вигляд двору Медведівського монастиря 1845 зафіксував у своєму альбомі Д.Де ля Фліз.
Постановою ВУЦВК та РНК УРСР від 16 червня 1926 «Про охорону пам’яток культури та природи» монастир було взято на облік та охорону як пам’ятку респ. значення.
Остаточно монастир було ліквідовано в червні 1929, будівлі його передано сільськогосподарській комуні.
За даними І.Гончара, Медведівський монастир зруйновано весною 1931.
Свято-Миколаївську церкву Медведівського монастиря внесено до «Переліку визначних пам’яток історії та культури, що потребують першочергового відтворення». (1998).
Дж.: Центральний державний історичний архів України, м. Київ, ф. 826, оп. 1, спр. 43; Інститут рукопису Національної бібліотеки України імені В.Вернадського, ф. XIII, № 6238; Державний архів Черкаської області, ф. Р-228, оп. 1, спр. 1.
Вивченню історії монастиря присвятили свої роботи П. Лебединцев, Л. Похилевич, Г. Павлуцький, Ю. Мариновський, Н. Кукса, С. Кілессо, Н. Лавріненко.